# Антонюк Емма Олександрівна
Емма Олександрівна Антонюк (* 17 липня 1990, Хотин, Україна) — українська інтерв'юерка, феміністка, інфлюенсерка, блогерка, колумністка, популяризаторка читання, громадська діячка та журналістка. Співавторка подкасту «Асиметрія» і проєкту «Палає». Авторка YouTube-проєктів «Це ніхто не буде дивитись» та «Під шкірою».

## Життєпис

### Кар'єра
2012 року працювала на чернівецькому телеканалі ТВА, потім — журналісткою програми «Вікна-Новини» на телеканалі СТБ, де заснувала рубрику «Книжка від зірки», присвячену відомим українцям та українкам, які діляться своїми враженнями про книжки. Впродовж 2016–2017 років працювала журналісткою «Центру прав людини "Зміна"», 2017 року — «Української правди».
З 2020 року — колумністка порталу «Гендер в деталях», де підіймає теми фемінізму та гендерних стереотипів в Україні. На основі своїх матеріалів із колонок разом із режисеркою Жанною Озірною випустила книжку-комікс «Фемінізм і місто», видавництво — «Видавництво» —, ілюстратор — Сергій Чудакоров. Авторки пропонують ознайомитися з популярними випадками та запитаннями, що виникають щодо фемінізму: починаючи від публічних заяв президентів України про українок як туристичний бренд країни й закінчуючи гендерними квотами.
З 2020 до 2022 року писала статті у рубриці «Література» для часопису «НВ». 2021 року Емма Антонюк номінована на премію «Високі стандарти журналістики-2021» у номінації «За швидкий та якісний розвиток у професії».

### Блогерська діяльність
Наприкінці 2021 року разом із журналісткою Яною Брензей створила YouTube-проєкт «Палає», на якому співведучі обговорюють культуру, сексизм і фемінізм, шлюб і секс, мову, війну та політику. Одна з рубрик каналу — книжковий клуб «Вовчиці» —, у межах якого щомісяця авторки каналу обирають одну книжку і разом з аудиторією проводять її онлайн-обговорення. Назва «Вовчиці» — від захоплення Марком Вовчком і картиною Олександра Корєшкова до книжки «Це зробила вона» (видавництво «Видавництво»). За 2022 рік відео каналу передивилися приблизно 7 млн разів. 2022 року видання «ЛІГА.net» визнало ведучих каналу «Блогерами року».
Інший YouTube-проєкт «Це ніхто не буде дивитись» Антонюк розпочала на основі «Палає», але згодом перенесла його в окремий канал. Проєкт має формат інтерв'ю з відомими українськими особистостями, авторка відносить свої інтерв'ю до жанру складної розмови (hard talk) й переконана, що інтерв'ю не мають бути дошкою пошани. Широко висвітленим у ЗМІ стало її інтерв'ю з народним артистом України Іво Бобулом, яке викликало в ЗМІ низку обговорень на тему сексизму, різниці між поколіннями та недоторканості зірок.
Емма Антонюк ініціювала благодійний проєкт «Різниця Є» зі збору україномовних книжок для бібліотек деокупованих і прифронтових територій України.
2023 року у видавництві «Лабораторія» вийшла друком книжка Емми Антонюк «До побачення, телебачення ! Як провести 15 років у телевізорі і вижити».

## Громадянська позиція
Прихильниця «закону про мову» і дерусифікації українського громадського простору. Після заяв Маші Єфросиніної та Олі Полякової на захист російської мови в Україні Емма Антонюк записала відеозвернення до Єфросиніної.
|  | Ми десятиліттями відчували дефіцит власної мови у власній країні. Сотні років «братська Росія» знищувала українську мову. Їй це не вдалося, бо багатьом поколінням до нас питання мови було на часі. Вони її зберегли коштом власної свободи, а іноді і життя. |

Підтримує введення уроків сексуальної освіти в українські школи для покращення розуміння дітьми свого тіла та безпеки.
Постійна колумністка порталу «Гендер в деталях», у своїх колонках пояснює важливість фемінітивів, побудови «інституту репутації» в Україні та розуміння особистих кордонів, регулярно критикує гендерні стереотипи.

## Нагороди
| Рік  | Премія                                 | Категорія                                 | Результат | Джерело | Коментар               |
| ---- | -------------------------------------- | ----------------------------------------- | --------- | ------- | ---------------------- |
| 2021 | «Високі стандарти журналістики-2021»   | За швидкий та якісний розвиток у професії | Номінація | [ 14 ]  |                        |
| 2022 | «Натхнення» від «ЛІГА.net»             | «Блогери року»                            | Нагорода  | [ 15 ]  | Спільно з Яною Брензей |
| 2022 | Talents for Ukraine від KSE Foundation |                                           | Нагорода  | [ 34 ]  |                        |